# Difenhidramina

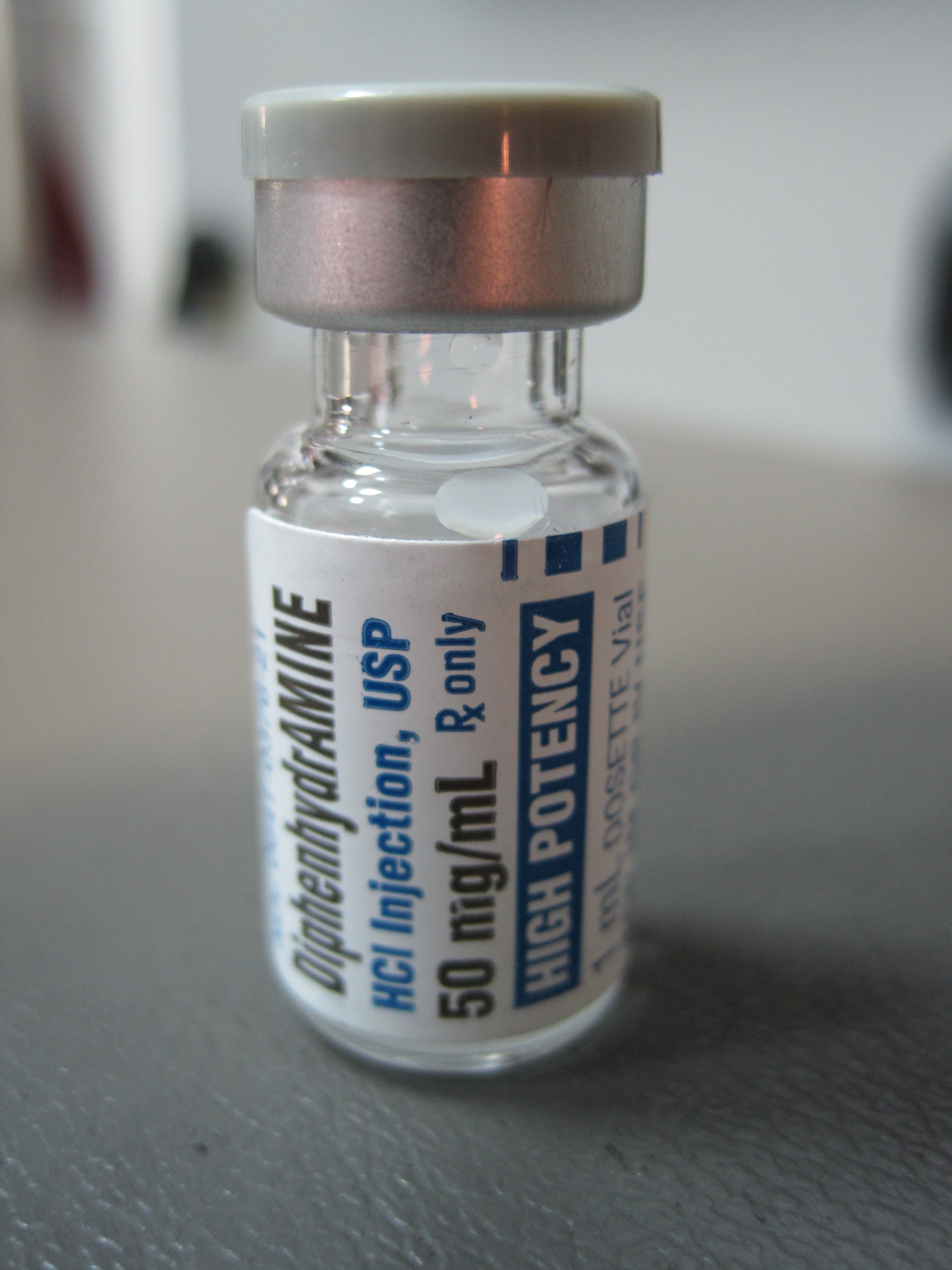
Clorhidrato de difenhidramina (Diphenhydramine)

El clorhidrato de difenhidramina es una droga antihistamínica, sedante e hipnótica. Suele ser recetada como un medicamento anticolinérgico con efectos antimuscarínicos, descubierto como alternativa sintética de la escopolamina. De igual modo, es utilizada como tratamiento del insomnio y de la enfermedad de Parkinson. En su consumo recreativo, la difenhidramina actúa como alucinógeno cuando las dosis son mayores a las clínicamente recomendadas.
Debido a que es un depresor del sistema nervioso central, una sobredosis puede exponer al paciente a reacciones adversas psicológicas (paranoia, depresión y ansiedad) o neurológicas (alucinaciones, delirio y euforia). Dentro de las reacciones severas o graves, se encuentran el infarto de miocardio, trastornos severos del ritmo cardíaco, coma e incluso la muerte.
Si bien el riesgo de drogodependencia es bajo, la tolerancia producida por este fármaco tras tres semanas de consumo ininterrumpido es potencialmente alta, lo cual podría inducir al paciente a ingerir dosis cada vez más altas. 

## Historia
Fue descubierta en 1940 por George Rieveschl mientras trabajaba como ingeniero químico en la Universidad de Cincinnati investigando los relajantes de músculos. En 1946  comenzó a aprobarse su uso comercial. Este medicamento se comercializa bajo el nombre de Benadryl (registrado por Pfizer) o Dimedrol, así como en forma genérica.
El 15 de febrero de 2010 un subsidiario de Johnson & Johnson retiró cinco lotes de Benadryl ya que contenían un olor asociado al fungicida 2,4,6-tribromoanisol. 
En abril del mismo año más de cuatro millones de paquetes de Benadryl para niños fueron retirados cuando se reveló que podían contener una concentración de ingredientes activos más alta de la especificada. También tenían ingredientes inactivos que no habían sido testeados. 
En 2019, la Sociedad Canadiense de Alergia e Inmunología Clínica (CSASI) emitió un comunicado donde informaba de que los antihistamínicos más modernos resultan más seguros que los de primera generación como la difenhidramina, y advertía de que aquellos deben siempre ser prescritos en vez de presentaciones más antiguas como Benadryl (popular marca con que Johnson & Johnson comercializa la difenhidramina en el país) debido a los mayores efectos secundarios que pueden provocar estas últimas.

## Farmacología
La difenhidramina bloquea el efecto de la histamina a nivel del receptor transmembranal de histamina H1. El efecto resultante es una reducción de la contracción del músculo liso. Por consiguiente, la difenhidramina es una opción frecuente en el tratamiento de la rinitis alérgica, urticaria, cinetosis, así como la picadura de insectos.
En los años 1960, se descubrió que la difenhidramina inhibe la recaptación del neurotransmisor serotonina. Este descubrimiento inició la búsqueda de antidepresivos con estructura y efectos similares, lo que conllevó el desarrollo de la fluoxetina, un inhibidor selectivo de recaptación de serotonina (ISRS).

## Uso clínico[10]
La difenhidramina es un antihistamínico de primera generación, antagonista de los receptores tipo H1. Aunque es uno de los antihistamínicos más antiguos del mercado, se le considera aún entre los más efectivos en este grupo, superando incluso fármacos más recientes. Por ello, es frecuentemente usado para el tratamiento rápido de algunas reacciones alérgicas, siendo de gran utilidad ante liberaciones masivas de histamina. 
Se sabe que la difenhidramina tiene propiedades sedativas. Muchos de los nuevos fármacos antihistamínicos más recientes no presentan efectos secundarios sedativos, por lo que la difenhidramina no siempre es el fármaco de elección en el tratamiento de alergias.
Debido a sus propiedades sedativas, este medicamento también es usado como ingrediente en pastillas para dormir, aunque se ha reportado que no mejora la calidad del sueño en niños. Algunos medicamentos como el Tylenol PM y Tylenol Simply Sleep combinan la difenhidramina con Acetaminofén (paracetamol), mientras que otros medicamentos como el Nytol y Sominez contienen difenhidramina como único principio activo.
La difenhidramina actúa también como anestésico local. Aunque no es un fármaco de primera línea, puede considerarse en casos de alergia a otros anestésicos locales.
Posee también efecto antitusígeno, por lo que está indicada para la tos no productiva, irritativa o nerviosa, causada por irritación química o mecánica del tracto respiratorio. Actúa de forma central en los centros de control de la médula espinal aumentando el umbral de la tos.
La dosis máxima para su venta sin receta médica varía entre 50 mg en los Estados Unidos y 100 mg en el Reino Unido, Australia, Nueva Zelanda y otros países. En algunos locales se requiere que el comprador presente su nombre y otros identificadores. Una posible sobredosis de este medicamento debe ser tratada por personal de salud capacitado.
Existen presentaciones tópicas de la difenhidramina (incluyendo cremas, lociones, gel y aerosoles) indicadas como tratamiento sintomático de la urticaria. 

## Reacciones adversas
Como ocurre con muchos otros antihistamínicos, la difenhidramina es un potente agente anticolinérgico, por lo que la somnolencia es uno de sus principales efectos adversos. Otros posibles efectos secundarios incluyen dificultad motora (ataxia), sequedad en boca (xerostomía) y garganta, enrojecimiento de la piel, taquicardia, visión borrosa por desacomodación (cicloplejia), sensibilidad a la luz, midriasis, retención urinaria, estreñimiento, dificultad de concentración, pérdida de la memoria a corto plazo, alucinaciones, confusión, disfunción eréctil y delirio. Algunos de estos efectos adversos no se perciben hasta que haya subsanado la somnolencia y la persona se encuentre en un estado de mayor alerta. 
Las arritmias más comunes asociadas a la difenhidramina, en especial a una sobredosis, son bradicardia sinusal, prolongación del intervalo ST y contracción ventricular prematura. Algunas personas han reportado reacciones alérgicas a la difenhidramina, que se presentan principalmente en forma de urticaria.

## Uso recreativo
Además de su uso clínico, la difenhidramina es también empleada de manera recreativa como un potenciador de los opioides y el alcohol. Sus efectos son delirios, depresión y alucinaciones. Los efectos alucinógenos de la difenhidramina se deben a su acción como antagonista de los receptores muscarínicos de acetilcolina en el sistema nervioso central, forma en la que inhibe la transducción de señales celulares. 
La mezcla de medicamentos con antihistamínicos sedativos puede resultar mortal, en especial a dosis mayores de las recomendadas, como es el caso de los individuos que abusan de sustancias médicas, por lo que es importante consultar con un profesional de la salud antes de consumir este medicamento.
En 2020 se hizo viral entre adolescentes un reto de TikTok consistente en la ingesta abusiva de Benadryl (difenhidramina) con el fin de inducir alucinaciones. El reto provocó que varios jóvenes tuvieran que recibir atención hospitalaria. Un adolescente de Oklahoma fue declarado muerto tras una sobredosis de Benadryl en agosto del mismo año. Luego de estos incidentes, la FDA emitió una declaración alertando sobre los peligros del abuso de esta sustancia. 